# Alan Kennedy
Alan Kennedy (Sunderland, 31 augustus 1954) is een Engels voormalig voetballer die als linksachter speelde.

## Clubcarrière
Kennedy is voornamelijk bekend van zijn periodes Newcastle United en Liverpool tussen 1972 tot 1986. Hij veroverde vijf Engelse landstitels met Liverpool en won twee keer de Europacup I, in 1981 en 1984, waarvan de eerste onder de legendarische manager Bob Paisley. Hij won ook vier keer op rij de League Cup.
In de finale van 1981 tegen Real Madrid CF scoorde Kennedy het winnende doelpunt vijf minuten voor affluiten. Kennedy bracht acht seizoenen door op Anfield, waar hij meer dan 350 competitiewedstrijden speelde en 20 keer scoorde. Na nog enkele Engelse passages bij achtereenvolgens Sunderland, Wigan Athletic en Hartlepool United zette Kennedy zijn carrière voort bij het Deense Boldklubben 1903. In de herfst van zijn carrière, in 1988, speelde hij voor Beerschot VAC in Antwerpen.

## Interlandcarrière
Kennedy is een tweevoudig Engels international.

## Erelijst
Liverpool FC
- Football League First Division

1979, 1980, 1982, 1983, 1984
- Charity Shield

1979, 1980, 1982
- League Cup

1981, 1982, 1983, 1984
- Europacup I

1981, 1984